# رتشاگ
رتشاگ (به مجاری:  Rétság) یک منطقهٔ مسکونی در مجارستان است که در ناحیه رتشاگ واقع شده‌است. رتشاگ ۱۹٫۷۸ کیلومتر مربع مساحت و ۳٬۰۱۷ نفر جمعیت دارد.